# متحف كورنينغ للزجاج
متحف كورنينغ للزجاج هو متحف يقع في كورنينغ،نيويورك مخصص لفن الزجاج وتاريخه وعلمه.تأسس في عام 1951 من قبل شركة كورنينغ إنكوربوريتد ويضم حاليًا مجموعة من أكثر من 50,000 قطعة زجاجية، بعضها يعود تاريخها لأكثر من 3500 عام.